# Osor
Osor je naselje in manjše pristanišče na jugozahodni strani hrvaškega otoka Cres, v katerem živi manj kot 50 stalnih prebivalcev. Upravno spada pod mesto Mali Lošinj. Pošta, trgovina in nekaj gostiln deluje zlasti v poletni sezoni. V stari vasi imajo poletne glasbene večere, razstave karikatur in zanimiv Arheološki muzej. Ulice so oživili s številnimi bronastimi kipi. Za ljubitelje starin je zanimivo območje nekdanje cerkve sv. Petra in tudi prostor z nekdanjimi cerkvami in krstilnico ob pokopališču, kjer še stoji starejša cerkev sv. Marije.
Osor je manjše naselje na jugozahodni strani otoka Cresa. Leži ob plitkem in ozkem prelivu. Da so omogočili plovbo so preliv že v rimski dobi poglobili in zgradili ozek kanal, preko katerega je zgrajen vrtljivi most, ki omogoča promet dalje proti krajem na otoku Lošinj. Soline so opuščene.

## Zgodovina
Področje Osorja je bilo poseljeno že v prazgodovini. V rimski dobi je bil Osor, ki so ga rimljani imenovali Apsoros, municipij, in važen trgovski center, ki je na poti skozi Osorsko ožino vodil do pristanišč severnega Jadrana. Po propadu rimskega cesarstva pa je prišel pod bizantinsko cesarstvo, od 6. stoletja pa je sedež nadškofije. Leta 841 je bil požgan s strani Saracenov, v 10. stol pa prizna oblast hrvaškim vladarjem. Dolga stoletja so kraju vladali Benečani.

## Klima
Osor ima izrazito milo podnebje. Povprečna januarska temperatura je 6,9 °C, julijska pa 23,8 °C. Padavin je malo, letno okoli 850 mm, največ dežja pade v jesenskih mesecih.

## Izleti
- Televrina, najvišji vrh na Lošinju (588 m)

## Demografija
| Pregled števila prebivalcev po letih | Pregled števila prebivalcev po letih | Pregled števila prebivalcev po letih | Pregled števila prebivalcev po letih | Pregled števila prebivalcev po letih | Pregled števila prebivalcev po letih | Pregled števila prebivalcev po letih | Pregled števila prebivalcev po letih | Pregled števila prebivalcev po letih | Pregled števila prebivalcev po letih | Pregled števila prebivalcev po letih | Pregled števila prebivalcev po letih | Pregled števila prebivalcev po letih | Pregled števila prebivalcev po letih | Pregled števila prebivalcev po letih |
| ------------------------------------ | ------------------------------------ | ------------------------------------ | ------------------------------------ | ------------------------------------ | ------------------------------------ | ------------------------------------ | ------------------------------------ | ------------------------------------ | ------------------------------------ | ------------------------------------ | ------------------------------------ | ------------------------------------ | ------------------------------------ | ------------------------------------ |
| 1857                                 | 1869                                 | 1880                                 | 1890                                 | 1900                                 | 1910                                 | 1921                                 | 1931                                 | 1948                                 | 1953                                 | 1961                                 | 1971                                 | 1981                                 | 1991                                 | 2001                                 |
| 253                                  | 254                                  | 284                                  | 291                                  | 305                                  | 352                                  | 366                                  | 321                                  | 219                                  | 148                                  | 97                                   | 98                                   | 70                                   | 80                                   | 73                                   |